# Desaparición de Bianca Piper
Bianca Noel Piper (Foley, Misuri; 26 de diciembre de 1991) es una niña estadounidense que desapareció a la edad de 13 años en su localidad natal, en Misuri, el 10 de marzo de 2005. Se cree que fue secuestrada.

## Antecedentes
Bianca Noel Piper nació en  Foley, ciudad ubicada en el condado de Lincoln en el estado estadounidense de Misuri, en diciembre de 1991. Durante su primera infancia, estuvo hospitalizada debido a que padecía tanto TDAH como un trastorno bipolar grave. Piper necesitaba medicación diaria para evitar la desorientación y las alucinaciones.
En el momento de su desaparición, Piper cursaba octavo curso en la Winfield Middle School. Estaba en clases de educación especial debido a su escasa capacidad de atención y a sus repetidas ausencias.
Antes de su desaparición, el terapeuta de Piper había recomendado a su madre, Shannon Tanner, que la llevara en coche a cierta distancia de su casa y la hiciera volver caminando por su cuenta, para darle tiempo a Piper a lidiar con su propia agresividad.

## Desaparición
La noche del 10 de marzo de 2005, Piper y su madre discutieron por fregar los platos. Habiendo encontrado útil la actividad que su terapeuta le recomendó, Piper pidió que se hiciera de nuevo, queriendo que su madre la dejara a una distancia aún mayor. Piper fue vista por última vez a las 18:15 horas de esa tarde, cuando su madre la dejó en McIntosh Hill Road, a una milla de su casa.
En el momento de su desaparición, Piper llevaba una blusa verde lima, una sudadera gris Adidas con capucha, vaqueros azules y zapatillas blancas. También llevaba una linterna.
Dos horas más tarde, cuando Piper aún no había regresado a casa, su madre denunció su desaparición, a las 20:20 horas.

## Investigación y evolución del caso
Aunque en un principio se creyó que Piper simplemente se había perdido de camino a casa, tras una búsqueda exhaustiva, las autoridades llegaron a la conclusión de que había sido secuestrada. Piper no tenía antecedentes de fugas de casa.
La madre de Piper pasó la prueba del polígrafo, al igual que su pareja en ese momento. El padre biológico de la menor también fue entrevistado exhaustivamente. Nadie de la familia de Piper llegó a ser considerado sospechoso.
En 2007, se creó un grupo de trabajo multijurisdiccional para investigar a Michael J. Devlin por una posible conexión con la desaparición de Piper, junto con las de otros niños entre 1988 y 1991, después de que dos adolescentes desaparecidos, Shawn Hornbeck y Ben Ownby, fueran descubiertos en la residencia de Devlin. Hornbeck y Ownby fueron secuestrados en 2002 y 2007 respectivamente. El grupo de trabajo se disolvió en octubre de 2007; no se descubrieron pruebas de la implicación de Devlin en la desaparición de Piper.
El 3 de febrero de 2023, se vació una fosa séptica cerca de donde Piper fue vista por última vez. El departamento del sheriff del condado de Lincoln confirmó estar trabajando con Othram Labs, una empresa de genealogía forense, en un esfuerzo por resolver el caso.

## Secuelas
La madre de Piper pasó a vivir en St. Charles (Misuri). La investigación sobre la desaparición de Piper sigue abierta, aunque ahora se considera un caso sin resolver. Su suerte y paradero siguen siendo desconocidos.